# 大理城隍庙
大理城隍庙位于云南省大理州大理市大理镇大理古城南门东侧苍屏街东段南侧，始建于明代，是云南现存最古老的城隍庙之一。城隍庙同时也是白族绕三灵的重要场所之一。

## 历史
大理城隍庙始建于明初，大理府、太和县两级城隍庙合一而建。明正统年间由知府贾铨主持重修，嘉靖二十九年（1560年）在李元阳的主持下再次修缮。清咸丰年间，庙宇在战乱中受损，光绪年间得以修复。民国时期，城隍庙曾用作地方法院。中华人民共和国成立后，作为驻军营房使用。1970年代，当地政府将城隍庙改造为幼儿园，拆除了照壁及大门，此后信众在南门外卖花村河边建起一座新城隍庙。2003年，大理市政府拨款40余万元对大殿进行全面修缮。2016年进行油饰彩绘。

## 建筑
大理城隍庙座西向东，原建筑群包括大门、过厅、南北厢房及大殿，现仅存大殿及北厢房。大殿单檐歇山顶、抬梁式梁架结构，面阔七间28米，进深20.8米，体量宏大，前廊出檐深远，屋脊线条流畅，雕饰精美。城隍庙原有一对明代石狮，1987年移至云南提督府旧址（大理市博物馆）门前。

## 保护
大理城隍庙大殿于2013年10月23日公布为第五批大理州文物保护单位；2019年2月21日，公布为第八批云南省文物保护单位。